# Àngela Bivern i Puig

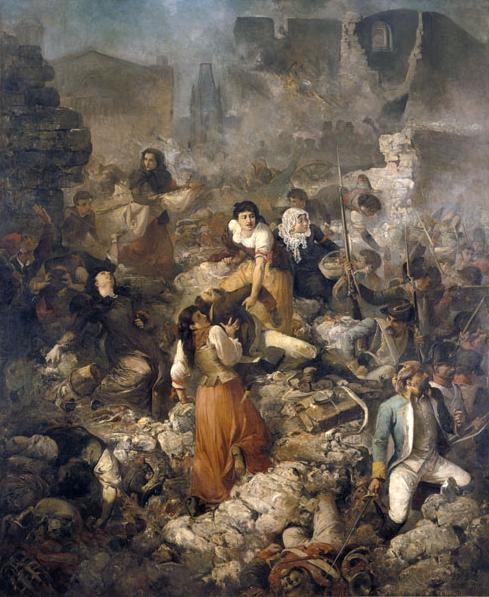
"La Companyia de Santa Bàrbara". Oli de Ramon Martí i Alsina. 1891. Museu Nacional d'Art de Catalunya

Àngela Bivern i Puig (Palol d'Onyar, 1787 - 1845) fou comandanta de la Companyia de Santa Bàrbara i heroïna del setge de Girona per part de les tropes napoleòniques durant la Guerra del Francès.

## Nota biogràfica
Dins la situació crítica del tercer setge napoleònic a Girona fou creat, el 1809, un cos militar femení per ajudar en la defensa de la ciutat. Amb vint-i-dos anys, Àngela Bivern i Puig fou nomenada comandanta d'una de les quatre esquadres, de trenta dones cadascuna, que formaven la Companyia de Santa Bàrbara. Aquesta unitat militar femenina cuidava de la intendència i de la provisió de munició als defensors dels baluards i muralles de la ciutat. També socorria i traslladava els nombrosos ferits. Quan calgué, participaren activament en la lluita. Un braçal vermell els servia de distintiu.
Les altes tres esquadres de la companyia eren comandades per Llúcia Jonama, Ramona Nouvilas i Carme Custy. Cinc dones de la companyia hi deixaren la vida en el setge.
En acabar la guerra i en l'avinentesa del pas per Girona de Ferran VII en el seu retorn de l'exili francès, Àngela Bivern tingué l'oportunitat d'explicar-li el paper destacat de les dones en la guerra. Per la seva valentia i serveis en la defensa de Girona, per reial decret de 24 de setembre de 1814, li fou atorgada una pensió vitalícia de docents-cinquanta ducats. Anteriorment havia estat condecorada.
En el centenari dels setges s'erigí un monument funerari en honor dels herois de la Guerra de Francès. Una de les cares fa memòria del rol de les dones en aquella contesa amb aquesta octava: “Las cenizas de un sexo delicado,/Que al rigor de la guerra ofreció el pecho/ Con zelo y patriotismo acrisolado/A eternizarse tienen gran derecho./ Sea por todo el orbe publicado/ Su brio, intrepidez y su despecho;/ Pues si por su patria muertas fueron,/ Toda gloria y honor se merecieron".
També l'Ajuntament de Girona acordà posar el nom d' Àngela Bivern i Puig a un carrer de la ciutat.